# 特洛伊 (密歇根州)
特洛伊市（英語：Troy）是美国密西根州奥克兰郡的城市。
美國連鎖百貨凱馬特總部位於特洛伊市。